# جينسترا ديلي شيافوني
جينسترا ديلي شيافوني، (بالإنجليزية: Ginestra degli Schiavoni)‏، هي (بلدية) في مقاطعة بينيفينتو في منطقة كامبانيا الإيطالية، وتقع على بعد حوالي 80 كم شمال شرق نابولي وحوالي 25 كم شمال شرق بينيفينتو.

## السكان
في سنة 1861 بلغ عدد السكان 1٬014 نسمة، وتطور العدد ليصل في سنة 2011 لـ 532 نسمة.
يظهر هذا المخطط البياني تطور النمو السكاني لـ جينسترا ديلي شيافوني